# Vodnjan
Vodnjan (italienska: Dignano) är en stad i Istriens län i nordvästra Kroatien. Staden har 5 651 invånare och ligger i landskapet Istrien.

## Historia
Där staden nu ligger fanns tidigare en fästning som hade uppförts av histrierna, en illyrisk folkstam. Sedan romarna besegrat histrierna på 200-talet f.Kr. inrättade de militärposten Vicus Attinianum på platsen. Efter Västroms fall löd Vodnjan under ostrogoterna och bysantinerna. Under 600-talet anlände slaverna (dagens kroater) och bosatte sig i staden och dess omgivningar. 751 skövlades staden av langobarderna och avarerna. 932 nämns staden för första gången i ett skrivet dokument och 1330-1797 löd staden under republiken Venedig. Därefter tillföll Vodnjan, efter en kort fransk ockupation, kejsardömet Österrike. Österrikarna behöll makten fram till första världskrigets slut och Österrike-Ungerns upplösning 1918.

## Arkitektur och stadsbild
Beticcaplatset och Sankt Blasius kyrka (Crkva svetog Blaža) från 1700-talet är liksom flera andra byggnader i de äldre stadsdelarna byggda i venetiansk gotisk stil. I kyrkan finns flera målningar, bland annat Den sista måltiden av G. Contarini från 1598.